# クラバウターマン

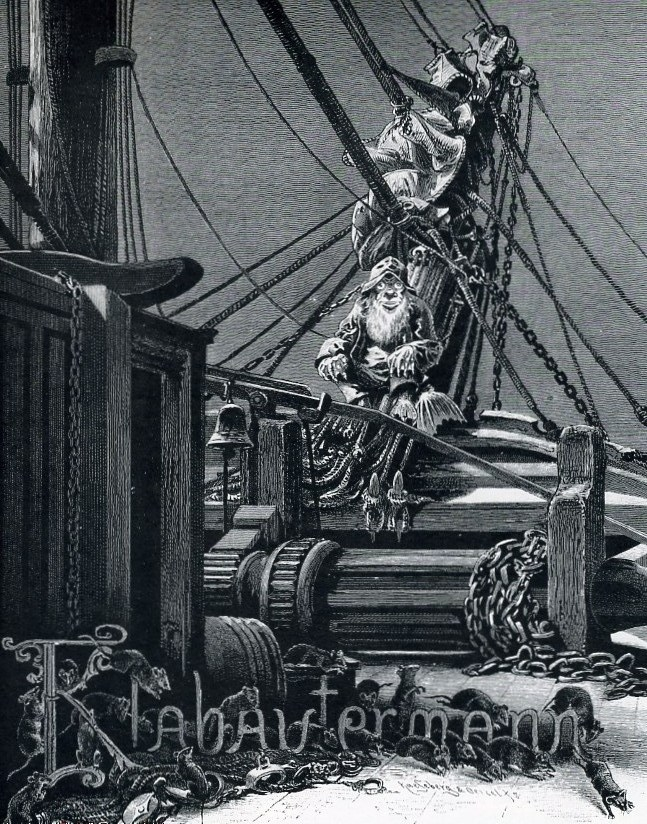
船上のクラバウターマン―アントン・フォン・ヴェルナー (画); ルートヴィヒ・フォン・ヘンク (著) 、『Zur See』 (1885年) [1882年]より

クラバウターマン（ドイツ語: Klabautermann、[de]、意訳「たたき屋さん」）は、船に住みつく家の精霊（コボルト）、または水の精。
北海やバルト海域の水夫や漁師の業務の手助けをする精霊。日本の船魂（ふなだま）とも比較される。
カルファター（Kalfater、直訳「コーキング職」、意訳では「修理屋さん」）とも呼ばれる。
ベルギーやオランダ地域では、オランダ語で「カバウターマネケン」（kaboutermanneken）と称する土の精霊が山の洞窟に棲むとされ、パンとバターの供え物をすれば、野外、あるいは粉ひき小屋、農家・家畜小屋などで手伝いをすると伝承される。悪戯好きや破壊的な評判も持っている。

## 名称
クラバウターマン（Klabautermann、あるいはKlaboterman, Klabotermann）；カルファターマン（Kalfatermann）は、コボルト（家の精霊）の一種ともされ、ドイツ北岸やオランダ、バルト海に面するポメラニア地方、バルト三国（エストニア等）などの漁夫や水夫の伝承に語られる船つきの精霊である。
エストニアでも、船の精霊を、外国の名称を模して「コーターマン」（kotermannや「ポーターマン」（potermann）と呼ばれるようになった。

### 語源
語源説としては、ざっと言えば「コーキング職人」説と騒音説とがある。また、コーキングに使われるハンマーが語源に関わるともされるので、その両説に通ずるともいえる。 
クラバウターマンは「コーキング職人」をを意味する異名のカルファター（Kalfater）が原型だ、という趣旨の仮説をリードリヒ・クルーゲが立てている。この異名は、テンメの話集に実録される。由来となる語根は、動詞形で言えば「コーキングする」という動詞形の"kalfatern"で、すなわちコーキング剤（防水のシーリング剤）による船の隙間をふさぐ、職人の作業を指す。この説を、ドイツ学者のヴォルフガング・シュタムラー（1965年）が支持し、有力説視されるようになった。
次いでグリム兄弟が示した旧説であるが、グリムのドイツ辞典には、語形としてクラバーターマン klabatermann, klabotermann, klaboltermann, kabautermännchen 等を並べ、低地ドイツ語で「ノックする、叩く」などの位の"klabastern"を語源と見た。これはいわゆる俗説語源であり、クラバーターマン（klabatermann）等の名は、（作業中に）うるさい音を立てることから由来すると提唱された。
ちなみにグリムの辞書は別項（「kobold」項）において、オランダ語でよく似た精霊名カバウターマン kaboutermann があり、これの語源がギリシア語のコバロス（cobalus; κόβαλος）であろうとコルネリス・キリアンの辞書（1574年）の説も引いている。また、グリムの遺稿には、ドイツのクラバウターマンは、オランダ語で「カバウト」（kabout）という家の精霊と関係あるとしていた。
第三の説として、ハインリヒ・シュレーダーは、クラバウターマンの原型を "*Klautermann"とし、「登る」を意味する klettern に関連する語源だとした。

### 分類
クラバウターマンは、「船のコボルト」などとも形容される。ミューレンホフ編の民話集も、「クラバウターメンヒェン Das Klabautermännchen」（指小形）の話例を、「家のコボルト」の部類としている。
ルートヴィヒ・ベヒシュタインは、クラバウターマンやネッセ、ニッセ=プーケなどはいずれも北ドイツの「家の精霊」の名前だが、同時に「水の精霊」でもあると考察する。また、d第151番「クラバウター小人（）」（klabautermännchen）をドイツ語の題で設けており、洞窟に棲み土の精などと解説するが、その住処の場所の伝承や、話例はいずれもオランダのものであり、すなわち「カバウターマネケン」とオランダ語で呼ばれた精霊である（詳細は § カバウターマネケンを参照）。
またクラバウターマンは、他の精霊の伝承と習合されている、という見方もある。例えば、デンマークの「船の妖精」スキプニッセ（skibnisse）や家の精霊のプーク（puk、英国のパックと同源語）の要素が混じっているとされる。
日本の船魂（ふなだま）とも比較される。ドイツの船精霊は、運あればその船に憑くが、日本の船魂（ふなだま）は、原則どの船にも宿る魂とされている。

## 概説

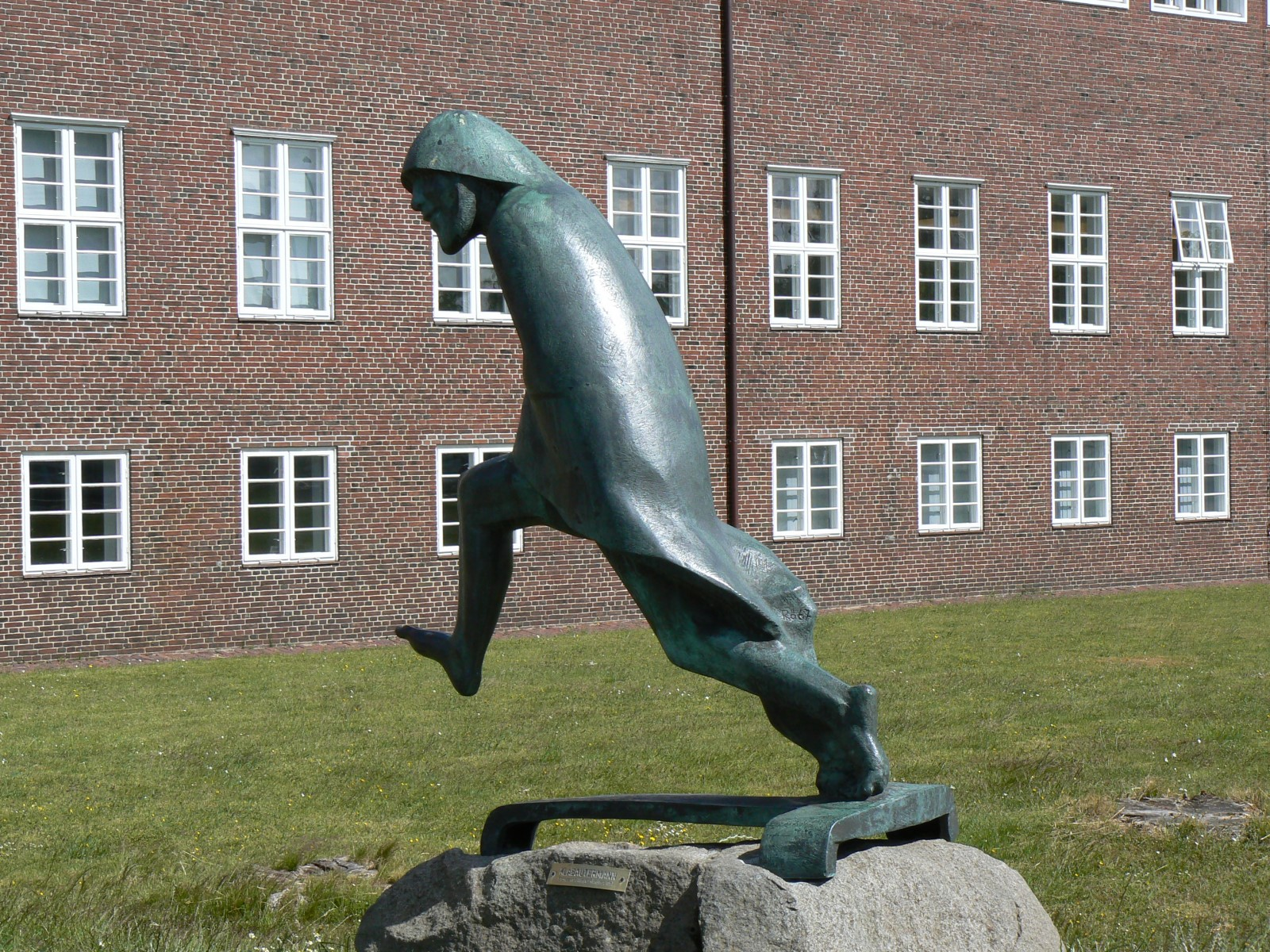
フースム市の銅像。ヴァルター・レスラー（1996年没）作―シュレースヴィヒ＝ホルシュタイン州北海博物館ニッセンハウス

クラバウターマンが、あえて姿を見せて現れたときは、凶兆だと言われる。あるいは船が沈没する前触れだとも。19世紀、水夫がもっとも目にするのを恐れたものであったという。
しかし、姿を表すときには、小柄の人間のようで、煙草パイプを持ち、ナイトキャップ様式の水夫帽をかぶり、赤や灰色のジャケットを着るという。またある資料では、火のような紅毛で、あごひげは白く、歯は緑色、黄色いホーズに乗馬ブーツ、そしてとんがり帽子といういでたちだった。別名カルファター（Kalfater、「コーキング職人」）は、目撃はまれとされるとポメラニア地方の資料にあるが、背丈は2フィート (61 cm)位で、赤ジャケット、水夫のズボン、丸い帽子を着る。ただ、ある者は丸裸だと伝えている。船の乗り込みの大工の姿を取るともいわれる。このように、資料によって様々な外見の描写がみられる、ブスによる研究にまとめられている。
口碑によれば、安全にその姿を目撃する方法はあるという。「キャプスタンの穴」（ドイツ語: Spillloch）にいるので、夜更けの12時から1時のあいだ、ひとりでそこにいき、股の間から、その穴ごしに見てみると穴の前に立っているといわれる。ただし、そのとき裸であっても、決して憐れんで衣服をめぐんでやってはならない。そのように憐憫をかけられるのは、精霊には我慢がならないのだ。
クラバウターマンは、船の木材と関係があるとされる。死産や洗礼前に死んだ幼児の魂は、埋葬された場所に生える木に宿るという信仰があり、もしこの木が伐採されて造船に使われると、クラバウターマンが船に取りつくという仕組みが語られる。

（またリューゲン島の迷信では、骨折した子供の治癒祈願として、明け方に裂いた樫の木のあいだに三度くぐらせるが、この木を縛って成長させると、やがて治療された者が死んでその魂が宿り、船材にされればクラバウターマンになるという。ファイルベルクのニッセ概論では、これら2例をドイツにもいるスキプニッセ（skibnisse）の例としているが、デンマークでは、どの樹木（木材）にも魂ないしヴェッテ（精霊）が宿るという伝承があることと対比させている）。
クラバウターマンを得た船は運がよく、その安全が守られるとされる。たとえば病気や家事、海賊の襲撃なども遠のけるといわれる。逆に、クラバウターマンに見限られた船は沈没の運命に置かれる（詳細は後述）。
普段はよく、船のキャプスタンの下に座っているといわれる。船の用務が発生するとこれを手伝い、例えば破損の修理したり、大波を対処する人手に加わるなど、船が水没しないように務める。他にも船倉庫の水を掻い出したり、積荷などを移動したり、船に穴が空けば大工が間に合うまで金槌を使って修理を始める。日中に壊れた船の備品が夜を越すと直っていたり、「修理屋」（Klütermann）の異名をとる。
しかし、船員が船具のメンテナンスをおろそかにすると、縄をこんがらがらせたり、笑い声をあげたり、と悪戯をする。その怒りや不機嫌は、案外に買いやすい。 他の語り手によれば、クラバウターマンは不機嫌を、うるさい音を立てて意思表示するとされ、積んだ薪が投げられ、船体を叩く音がし、物が壊れ、あげくには船員が平手打ちをくらう。このためノイズメーカー的な異名があるのだともいわれる。
クラバウターマンの慈善は、船長以下、乗組員が丁重に扱う限りは受けられることができた。クラバウターマンを信じなかった船長を、船員が海に投げ落としたという噂すらあったという。ハイネの取材によれば、ある船長は、船長室の一角をクラバウターマンとして設け、最高の料理や酒をふるまったという。
ついに船が助からないとなると、またしもポルターガイストと化して騒音がけたたましくなる。それは階段を上がり登りする足跡だったり、ロープががたがた鳴る振動だったり、船倉庫が音を立てる。異聞では精霊がフォアマストに昇りつめ、水にドボンと飛び込むのだとされる）。そうなると船員はいよいよ船を捨てて逃げなければならない。精霊が居つく間は、船は無事に航行可能な状態をたもつが、居なくなればおしまいである。

### カバウターマネケン
オランダやベルギーのフランドル地方の「カボーター小人（）」または「カバウター小人（）」（kabotermanneken, Kaboutermanneken）を、ベヒシュタインはドイツ語の「クラバウター小人（）」（klabautermännchen）すなわちクラバウターマンの指小形に同定した。しかし、話例はいずれもベルギーなどオランダ語域のもので、ヨハン・ヴィルヘルム・ヴォルフが編纂したオランダ民話集にみつかる：
ある伝承によれば、ヘルローデ村（ベルギーのアールスホット市の近郊）には
カバウター山（Kabouterberg）と称した小高い丘があり、洞窟が巡り伸びていてカバウターマネケンたちが住んでいるといわれた。近くの粉ひき屋であれば、摩耗して挽きが悪くなった臼石を置き、パンとバターとビールを備えておけば、またよく挽けるように研ぎ直してくれるのだという。またリネン（亜麻布）の洗濯も託せるのだという。異聞では「カバウター小人（）の山」（Kaboutermannekensberg）は（ベルギーのケンペン地方の）トゥルンハウトとカステルレーのあいだにあるのだといい、気の向くままに家畜をさらい、金品を盗むなど、おおむね悪評がつきまとう。しかしケンペンの地でも、いっときだが、お助け精霊としての恩恵を受けたという粉ひき屋の説話もある。パンとバターを備えておけば、夜のあいだに仕事を代行するので、姿は見ていなかったのだが、粉袋に隠れて盗み見し、裸のカバウターマネケンを目にした。ところが、精霊のために衣服をしつらえて食べ物と供えると、それを着て受け取ったものの、二度と仕事に戻らなくなった。粉ひき屋は、服着たカバウターマネケンを、放たれた野外でとらえようとしたが、惜しくも取り逃がした。
ランドルプ（オランダ北ブラバント州の農村）の採集話によれば、カバウターマネケンはある一家を贔屓にし、コーヒーを入れたり、搾乳や掃除をしたり、あげくはデメル川の渡し船まで引き受けた。ところがその隣家に対しては、牛乳を飲んでしまったり、バターをだめにしたり、悪戯が絶えなかった。
また、ある者は「赤帽子小僧（）」（Rothmützchen＜ドイツ語: Mütze）、またはクラッバー（klabberや カバウターマネケンとも呼ぶ精霊がおり、木材を増やすといわれる。厳密にいえば、住家の目のつくところに細々した梢がいくつか落とされていて、燃料には心もとないように思えるが、実際火にくべると一束の薪と同等の火力があるという。
また、カバウターマネケンが、若者と金持ちの娘との恋を成就させた話がある。若者は所持金が800しかなかったが、精霊が数え直してみよと諭すと、1000ギルダー（フルデン）に増えていた。これが娘の父親が提示した結婚の許しの条件だったのである。ベヒシュタイン版では脚色されたものか、若者の所持金がわずか"100バッツェンにも満たないとしている。バッツェンは1/15ギルダー（フルデン）。

## 起源
クラバウターマンの伝承は、少なくとも 1770年代頃にさかのぼる、とハイネの情報源が語っている（すなわち、50年前からあったと証言した）。しかし、文献記録は1810年代より古いものは見つかっておらず、クラバウターマンの伝説が集められ始めた1820年代より、ほんの10年程度しか古い文献記述しかない。
早期のフォークロア的な原典に挙げられるのが2点、いずれも北海近域びにびで、T・F・M・リヒター（1806年）がオランダ船員から得た話と、ハインリヒ・ハイネがドイツ・フリースランドのノルダーナイ島出身の船長から得た伝説である。
|ハインリヒ・シュミット (作家)は、海のコボルトたるクラバウターマンは、ドイツ船員が英国で習得した伝承を伝えたものだと論じたが、英国にその源流になるような伝承があったというのは、根拠に乏しいとデヴィド・カービー、メルヤ＝リーサ・ヒンカネン共著『ヨーロッパの北の海 : 北海・バルト海の歴史』（2000年、玉木俊明訳 2011年）では否定している。異説として、クラバウターマンの伝承は、シノーペの聖フォカス伝説の混入説がある。聖人伝説が、黒海からバルト海に伝搬したというものである。 ラインハード・J・ブス（仮カナ表記、Reinhard J. Buss）は、クラバウターマンがキリスト教化以前の信仰と、より新しい時代の幻獣が混ぜ合わさったもの、と推論する。

## 文学的言及
アウグスト・コーピッシュ作の詩『Klabautermann』では、伝承には無い脚色をくわえ、クラバウターマンを、ヴァイオリンを弾いて踊る陽気なミュージシャンに仕立てている。
ゲオルク・エンゲル作『哲学者ハン・クリュート Hann Klüth, der Philosoph』（1905年）では、くすくす笑い、手拍子を打つクラバウターマンが水中から登場する。
クラバウターマンは、ほかにもフリードリヒ・ゲルシュテーカー、テオドール・シュトルム、のち クリスティアン・モルゲンシュテルンの作品に登場する。
クラブントは、「クラバウターマン」と「バガボンド」（ドイツ語: Vagabund）の混成語 で、アルフレット・ヘンシュケ（Alfred Henschke、1890–1928）のペンネームに使われた。
アメリカの詩人ヘンリー・ワズワース・ロングフェロー作『路傍の宿屋の話』（1863年）所収の「The Musician's Tale: The Ballad of the Carmilhan」では「クラボーターマン」 "Klaboterman" が、ヴァルデマール号（Valdemar）の乗組員に姿を現してその最期を予兆し、正直者の船室小僧のみが助かる。

## 彫刻

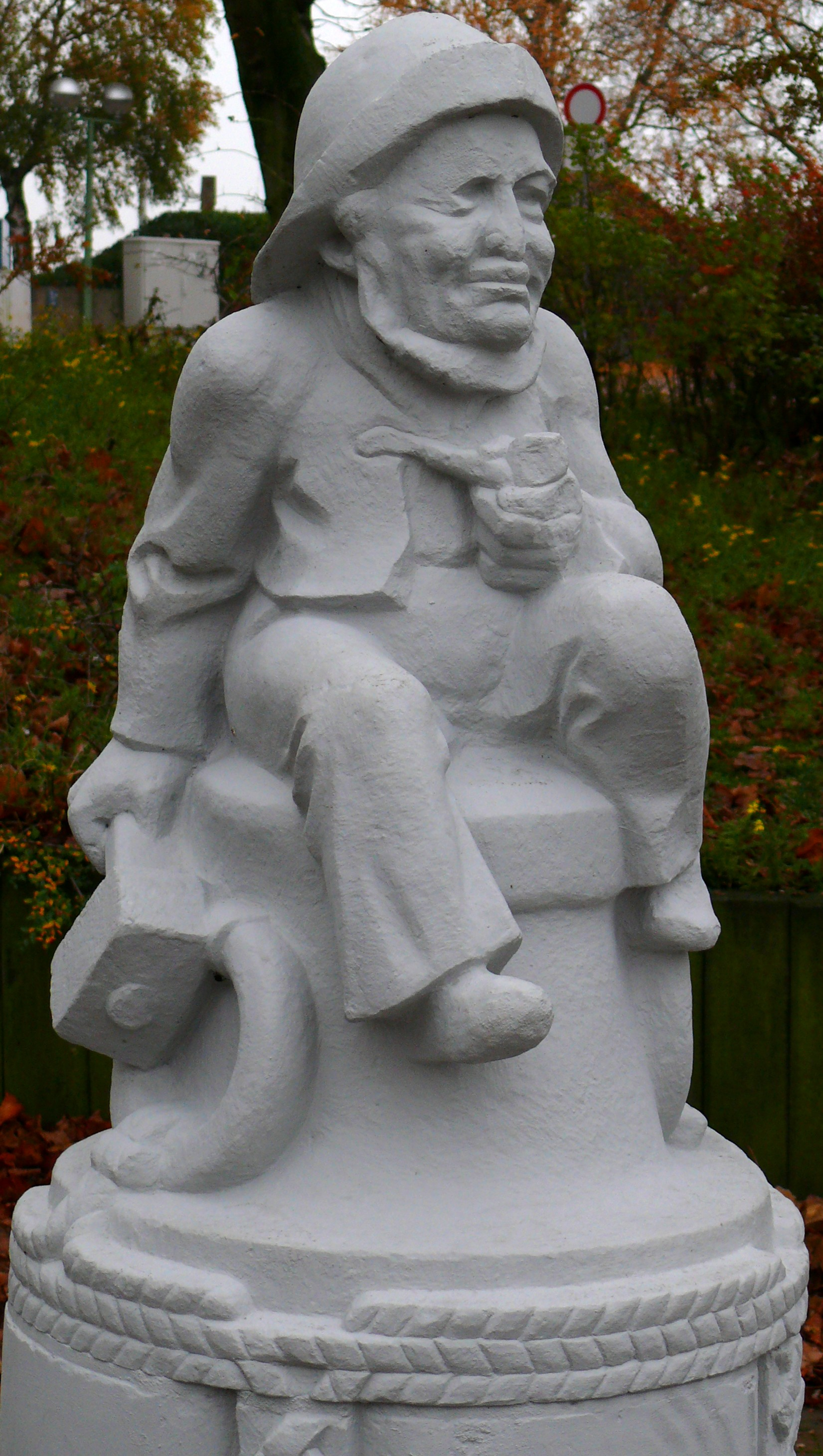
クラバウターマン噴水 ―ブレーマーハーフェン市、ドイツ海洋博物館近くの「Der Wasserschout」料理店テラス

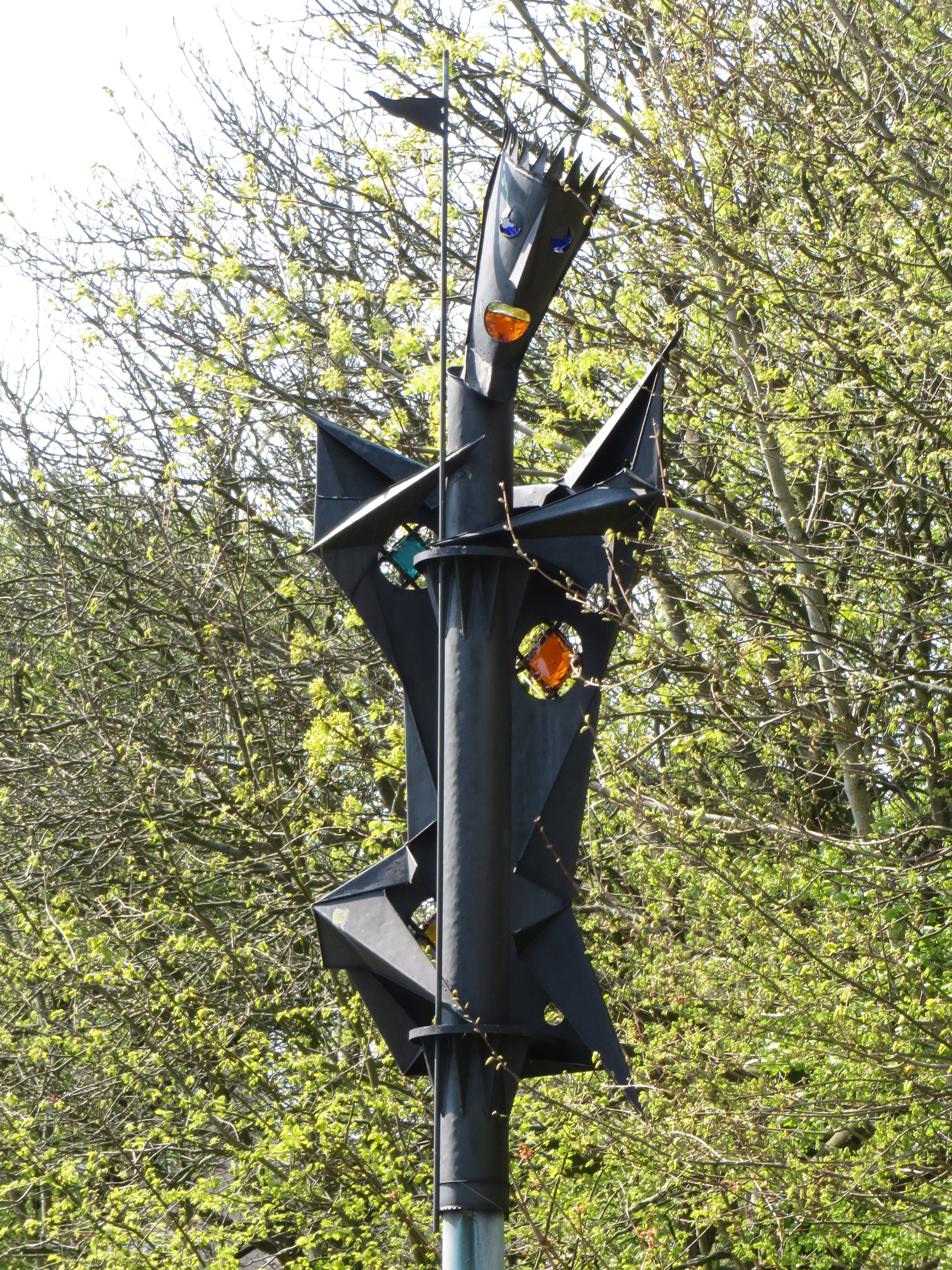
フレンスブルク市オスターコッペル街の彫刻―シュレースヴィヒ＝ホルシュタイン州フレンスブルク＝ミュルヴィク市フリードハイム区

クラバウターマン噴水は、ヘルマン・ヨアヒム・ハインリヒ・パーゲルスが製作し、1912年、ペスタロッチ学校ブレーマーハーフェン分校の校庭に設置、今は同市のドイツ海洋博物館に移転されている。
ヴァルター・エドゥアルト・フェルディナンド・レスラー（1996年没）作の銅像は、 ノルドフリースラント博物館ニッセンハウスに設置されている（上図を参照）。

## 大衆文化
- 漫画『ONE PIECE』ではゴーイングメリー号に知らずのうちに添乗していた。
- ドイツの音楽グループジンギスカンがリリースした1982年シングルが「Klabautermann」
- ドイツのTV番組 プムックルとエーダー親方（ドイツ語版）（1980年代）、もとは子供向けラジオ番組（1960年代）のプムックル（Pumuckl）はコボルトだが、クラバウターマンの末裔の家系という設定。
- ハンス・ファラダ作の小説『ベルリンに一人死す（英語版）』（原題：『Jeder stirbt für sich allein』、1947年）では、史実にもとづいた架空のオットーとアンナ・クヴァンゲル夫妻が、ナチス政権批判の葉書をばらまき、これを事件として担当したゲシュタポのエッシェリヒ警部が葉書の執筆者である正体不明の犯人を「クラバウターマン」と名付けて追求した。
- 「クラバウターマン」は、トリックテイキングゲーム系のトランプ遊びドッペルコップ（の変形）（ドイツ語版）だが、スペードのクイーンをスペードのキングで取ると特別ポイント追加になる。